# Temporada de furacões no Atlântico de 1899
A temporada de furacões no Atlântico de 1899 apresentou o ciclone tropical mais duradouro na bacia do Atlântico já registrado. Houve nove tempestades tropicais, das quais cinco se tornaram furacões. Dois deles se transformaram em grandes furacões, que são de categoria 3 ou superior na escala de vento do furacão Saffir-Simpson dos dias modernos. O primeiro sistema foi inicialmente observado no nordeste do Golfo do México em 26 de junho. O décimo e último sistema se dissipou perto das Bermudas em 10 de novembro. Essas datas se enquadram no período de maior atividade de ciclones tropicais no Atlântico. Na análise pós-temporada, dois ciclones tropicais que existiam em outubro foram adicionados ao HURDAT – o banco de dados oficial de furacões no Atlântico. Em um ponto durante a temporada, 3 de setembro até o dia seguinte, um conjunto de três ciclones tropicais existia simultaneamente.
A tempestade mais significativa da temporada foi o furacão Três, apelidado de furacão San Ciriaco. Uma análise pós-temporada desta tempestade indicou que foi o ciclone tropical atlântico mais duradouro já registrado. O caminho afetou as Pequenas Antilhas, Porto Rico, República Dominicana, Bahamas, Flórida, Carolina do Sul, Carolina do Norte, Virgínia e Açores. O furacão San Ciriaco sozinho causou cerca de $ 20 milhões (1899 USD) em danos e pelo menos 3.855 mortes. Outro notável ciclone tropical, o furacão Carrabelle, trouxe grandes danos à República Dominicana e ao Panhandle da Flórida. As perdas na Flórida chegaram a cerca de US$ 1 milhão. Pelo menos nove mortes foram associadas à tempestade. O furacão Nove em outubro trouxe inundações para Cuba e Jamaica, bem como pequenos danos à Carolina do Sul, Carolina do Norte e Virgínia.

## Sistemas

### Tempestade tropical Um
Os mapas meteorológicos indicaram pela primeira vez uma tempestade tropical no extremo noroeste do Golfo do México em 26 de junho. Com ventos iniciais sustentados de 64 km/h (40 mph), a tempestade não diferiu em intensidade enquanto se dirigia para noroeste. Às 09:00 UTC em junho Em 27 de novembro, o sistema atingiu a costa perto da extremidade sudoeste da Ilha de Galveston, Texas, com a mesma intensidade. Três horas depois, enfraqueceu para uma depressão tropical e depois se dissipou sobre o sudeste do Texas em 1800 UTC. As fortes chuvas produzidas pela tempestade de Granbury a Waco e em direção à costa contribuíram para uma inundação contínua no estado. De acordo com o senador do estado do Texas, Asbury Bascom Davidson, os rios Brazos, Colorado, Guadalupe, Navasota e San Saba transbordaram. Estima-se que 31,000 km2 (12,000 sq mi)  de terra foram inundados. Em Hearne, a água subiu acima de todos os pluviômetros. Milhares de pessoas ficaram desabrigadas. A inundação causou $ 9 milhões em danos e 284 mortes.

### Furacão Dois
O furacão Carrabelle de 1899
Um furacão foi observado pela primeira vez ao sul da República Dominicana em 28 de julho. Pouco tempo depois, atingiu a província de Azua com uma intensidade equivalente a uma categoria 1 furacão. no início de julho Em 29 de novembro, o sistema enfraqueceu para uma tempestade tropical, pouco antes de emergir no sudoeste do Oceano Atlântico. Em seguida, moveu-se para oeste-noroeste e permaneceu relativamente na mesma intensidade nos próximos 24 horas. A tempestade atingiu a costa perto de Islamorada, Flórida, em 30 de julho. Cruzando as Florida Keys, logo emergiu no Golfo do México. A tempestade começou a se intensificar novamente em 31 de julho e se tornou um furacão mais tarde naquele dia. no início de 1 de agosto, atingiu o pico com ventos de 160 km/h (100 mph), várias horas antes de atingir a costa perto de Apalachicola, Flórida, com a mesma intensidade. A tempestade enfraqueceu rapidamente no interior e se dissipou no sul do Alabama em 2 de agosto.

Na República Dominicana, três grandes escunas naufragaram em Santo Domingo ; apenas um membro da tripulação dos três navios sobreviveu. Danos "grandes" foram relatados ao longo das seções costeiras do país, enquanto a perda do serviço telegráfico afetou a maior parte das áreas do interior. Na Flórida, os danos na cidade de Carrabelle foram extensos, restando não mais do que vinte casas "sem importância". As perdas na cidade chegaram a aproximadamente $ 100.000. Pelo menos 57 navios de transporte foram destruídos; os danos desses navios totalizaram coletivamente cerca de $ 375.000. Além disso, 13 navios de madeira foram encalhados. Muitos barcos no porto e no cais de Lanark naufragaram. Grande parte das lojas e pavilhões da cidade foram danificados. As cidades de Curtis Mill e McIntyre foram completamente destruídas, enquanto a cidade turística de São Teresa sofreu danos significativos. Sete mortes foram confirmadas na Flórida. No geral, as perdas atingiram pelo menos $ 1 milhão.

### Furacão Três
Furacão San Ciriaco de 1899 ou O Grande Furacão das Bahamas de 1899
A próxima tempestade foi observada pela primeira vez como uma tempestade tropical a sudoeste de Cabo Verde em 3 de agosto. Ele lentamente se fortaleceu enquanto se dirigia constantemente para oeste-noroeste através do Oceano Atlântico. No final de 5 de agosto, a tempestade se transformou em um furacão. Durante os próximos 48 horas, aprofundou-se ainda mais, atingindo a categoria 4 status de furacão antes de cruzar as Ilhas Barlavento em 7 de agosto. Mais tarde naquele dia, a tempestade atingiu seu pico de intensidade com ventos máximos sustentados de 240 km/h (150 mph) e uma pressão barométrica mínima de 930 mbar (27 inHg). A tempestade enfraqueceu ligeiramente antes de atingir a costa em Guayama, Porto Rico, com ventos sustentados de 230 km/h (140 mph) em 8 de agosto. Várias horas depois, emergiu no sudoeste do Atlântico como uma categoria 3 furacão; permaneceria nessa intensidade por mais de 9 dias. O sistema acompanhou a costa norte da República Dominicana e depois cruzou as Bahamas, atingindo várias ilhas, incluindo Andros e Grand Bahama. Depois de limpar as Bahamas, começou a se dirigir para o norte em 14 de agosto, enquanto centrado a leste da Flórida. No início do dia seguinte, a tempestade voltou a se curvar para nordeste e parecia estar indo para o mar. No entanto, até 17 de agosto, ele voltou para o noroeste. às 01:00 UTC em 18 de agosto, a tempestade atingiu a costa perto de Hatteras, Carolina do Norte, com 190 km/h (120 mph) ventos.
A tempestade enfraqueceu depois de se mover para o interior e caiu para a categoria 1 intensidade pelas 1200 UTC em 18 de agosto. Mais tarde naquele dia, a tempestade ressurgiu no Oceano Atlântico. Agora indo para o nordeste, continuou enfraquecendo, mas manteve a intensidade de categoria 1. No final de 20 de agosto, a tempestade se curvou para o leste sobre o noroeste do Atlântico. Ele também começou a perder características tropicais e fez a transição para um ciclone extratropical às 0000 UTC em 22 de agosto, enquanto localizado a cerca de 523 km (325 mi) ao sul da Ilha Sable. No entanto, após quatro dias, o sistema se regenerou em uma tempestade tropical enquanto estava localizado a cerca de 1,118 km (695 mi) a oeste-sudoeste da Ilha das Flores nos Açores em 26 de agosto. Moveu-se lentamente para o norte-noroeste, até fazer uma curva para o leste em 29 de agosto. entre 26 de agosto e 1 de setembro, a tempestade não se diferenciou em intensidade, mas começou a se fortalecer novamente ao virar para sudeste em 2 de setembro. No início do dia seguinte, a tempestade atingiu novamente a intensidade do furacão. Fez uma curva para nordeste e passou pelos Açores em 3 de setembro, pouco antes da transição para um ciclone extratropical. A tempestade teve a duração mais longa de um furacão no Atlântico no registro, com duração de 31 dias, 28 dos quais foi tropical.
Em Guadalupe, a tempestade abriu os telhados e inundou muitas casas. As comunicações foram significativamente interrompidas nas partes interiores da ilha. O impacto foi severo em Montserrate, com quase todos os prédios destruídos e 100 óbitos informados. Cerca de 200 pequenas casas foram destruídas em Saint Kitts, com propriedades sofrendo danos consideráveis, enquanto quase todas as propriedades foram destruídas em Saint Croix. Onze mortes foram relatadas na ilha. Em Porto Rico, o sistema trouxe ventos fortes e fortes chuvas, que causaram grandes inundações. Aproximadamente 250.000 as pessoas ficaram sem comida e abrigo. Além disso, os serviços de telefone, telégrafo e eletricidade foram completamente perdidos. No geral, os danos totalizaram aproximadamente $ 20 milhões, sendo que mais da metade foram perdas infligidas às lavouras, principalmente ao café. Na época, era o ciclone tropical mais caro e pior em Porto Rico. Foi oficialmente estimado que a tempestade causou 3.369 fatalidades em Porto Rico. Nas Bahamas, ventos fortes e ondas afundaram 50 pequenos ofícios, a maioria deles em Andros. Danos graves foram relatados na capital Nassau, com mais de 100 edifícios destruídos e muitos danificados, incluindo a Casa do Governo. Algumas casas também foram destruídas em Bimini. O número de mortos nas Bahamas foi de pelo menos 125. Na Carolina do Norte, tempestades e mar agitado destruíram píeres e pontes de pesca, além de afundar cerca de 10 emnbsp;inbarcações. Como a Ilha Hatteras foi quase totalmente inundada com 1.2 to 3.0 m (4 to 10 ft) de água, uma grande proporção de casas na ilha foram danificadas, com muita destruição em Diamond City. Havia pelo menos 20 mortes no estado da Carolina do Norte. Nos Açores, a tempestade também provocou uma morte e estragos significativos em algumas ilhas.

### Furacão Quatro
Os mapas meteorológicos indicavam uma tempestade tropical a leste das Pequenas Antilhas começando em 29 de agosto. A tempestade moveu-se para o oeste e se tornou um furacão no início de 30 de agosto. Várias horas depois, entrou no Mar do Caribe depois de passar perto de Antígua e Montserrat. O impacto foi geralmente leve nas Pequenas Antilhas. Em San Juan, Porto Rico, os ventos sustentados chegaram 77 km/h (48 mph). A tempestade manteve ventos de 130 km/h (80 mph) enquanto continuava para o oeste através do Mar do Caribe. Os navios que partiam dos portos de Cuba e Hispaniola foram aconselhados a "tomar todas as precauções". Depois que a tempestade se curvou para o norte no final de 1 de setembro, apenas as embarcações da Hispaniola foram aconselhadas a tomar cuidado.
No final de 1 de setembro, o furacão atingiu a costa leste de Jacmel, Haiti com ventos de 130 km/h (80 mph). por volta de 1800 UTC, enfraqueceu para uma tempestade tropical. A tempestade emergiu no Oceano Atlântico no início de 2 de setembro, depois de enfraquecer ainda mais. Ao passar a leste das Ilhas Turcas e Caicos no início de 3 de setembro, a tempestade se fortaleceu novamente e atingiu o status de furacão novamente. Várias horas depois, ele se fortaleceu em uma categoria 2 furacão e pico com ventos de 169 km/h (105 mph). Depois de enfraquecer para uma categoria 1 furacão no final de 4 de setembro, a tempestade passou a noroeste das Bermudas. Ventos com força de furacão causaram danos consideráveis na ilha. Às 12:00 UTC em 5 de setembro, o furacão tornou-se extratropical.

### Furacão Cinco
HURDAT inicialmente indica uma tempestade tropical de cerca de 1,480 km (920 mi) a oeste-sudoeste da Brava, Cabo Verde em 3 de setembro. A tempestade moveu-se para oeste-noroeste e intensificou-se lentamente, atingindo o status de furacão no final de 5 de setembro. Ele continuou a se fortalecer lentamente, tornando-se uma Categoria 2 furacão em 6 de setembro. cerca de 24 horas depois, o ciclone se aprofundou em uma categoria 3 furacão enquanto localizado perto das Pequenas Antilhas. Em Saint Kitts, os ventos sustentados chegaram 100 km/h (62 mph), enquanto até 80 mm (3.13 in) de chuva foi relatado. Muitas casas foram destruídas em Anguila e Barbuda. No primeiro, cerca de 200 casas foram demolidas, deixando 800 pessoas desabrigadas. No início de 9 de setembro, a tempestade atingiu ventos máximos sustentados de 190 km/h (120 mph). A tempestade manteve a intensidade como categoria 3 furacão e recurvou para o norte em 11 de setembro.
O furacão virou para o nordeste em 12 de setembro e começou a acelerar. No início de 13 de setembro, passou bem perto das Bermudas, com pressão barométrica mínima de 939 mbar (27.7 inHg) observados na ilha. Árvores de cedro foram arrancadas, enquanto árvores frutíferas e ornamentais foram arrastadas para o mar. Algumas casas foram destruídas, enquanto outras foram danificadas. Danos graves também foram relatados no estaleiro naval e nos prédios do governo colonial. Somente no Estaleiro de Sua Majestade, o dano foi de "pelo menos cinco dígitos". No início de 14 de setembro, a tempestade enfraqueceu para uma categoria 2 furacão, então para uma categoria 1 várias horas depois. Pouco depois de 0000 UTC em setembro Em 15 de novembro, o furacão atingiu a Península de Avalon, na Terra Nova, com ventos de 137 km/h (85 mph). Logo se tornou extratropical. Na Terra Nova, graves danos foram relatados nas instalações de pesca. As escunas Angler, Daisy e Lily May viraram ou foram levadas para terra, resultando em 16 mortes.

### Tempestade tropical Seis
Um navio no oeste do Mar do Caribe relatou uma tempestade tropical em 2 de outubro. A tempestade moveu-se para norte-noroeste e entrou no Golfo do México no início do dia seguinte. final de 3 de outubro, atingiu o pico com ventos máximos sustentados de 97 km/h (60 mph). A tempestade voltou a se curvar para o leste enquanto estava situada no nordeste do Golfo do México. Às 0000 UTC em 5 de outubro, esse sistema atingiu a costa na moderna Largo, Flórida, com a mesma intensidade. A partir daí, a tempestade dirigiu-se para nordeste, até se tornar extratropical no início de 6 de outubro, enquanto localizado na costa da Geórgia.
O impacto deste sistema foi geralmente menor. Antes de chegar à Flórida, a tempestade produzia ventos de até 64 km/h (40 mph) em Port Eads, Louisiana. A maior velocidade do vento na Flórida foi de 60 km/h (37 mph) em Júpiter. Lá, a tempestade também trouxe 125 mm (4.94 in) de chuva. A área de Júpiter também relatou mar agitado, com as maiores marés em 7 anos. A tempestade destruiu duas escunas - a John R. Anidia em Fernandina Beach e a John H. Tingue em Cumberland Island, Geórgia. Depois de se tornar extratropical, os resquícios da tempestade trouxeram rajadas de vento de até 90 km/h (56 mph) para Cabo Henry, Virgínia e Block Island, Rhode Island.

### Tempestade tropical Sete
Relatórios de um navio em 10 de outubro indicou uma tempestade tropical com ventos sustentados de 72 km/h (45 mph) e uma pressão barométrica mínima de 1,008 mbar (29.8 inHg). Localizada bem a sudoeste de Cabo Verde, a tempestade deslocou-se para noroeste sem se diferenciar de intensidade. Foi anotado pela última vez em 14 de outubro, enquanto situado em 21,5°N, 43,5°W. 

### Tempestade tropical Oito
Uma depressão tropical se desenvolveu no centro das Bahamas em 15 de outubro. A depressão moveu-se para leste-nordeste, fortalecida em uma tempestade tropical no dia seguinte. Mais tarde em 16 de outubro, a tempestade atingiu o pico com ventos de 72 km/h (45 mph). Ele voltou a curvar para noroeste e lentamente começou a enfraquecer. no início de 18 de outubro, o sistema caiu para a intensidade da depressão tropical. Várias horas depois, o ciclone se dissipou enquanto estava localizado a cerca de 314 km (195 mi) leste-sudeste de Virginia Beach, Virgínia.

### Furacão Nove
Uma área de clima perturbado evoluiu para uma tempestade tropical enquanto localizada ao sul-sudoeste da Jamaica em 26 de outubro. O sistema moveu-se lentamente para o norte-noroeste e gradualmente se fortaleceu, atingindo o status de furacão em 28 de outubro. No início do dia seguinte, atingiu a costa sul da província de Sancti Spíritus, em Cuba. Enfraquecendo brevemente para uma tempestade tropical, o sistema se intensificou novamente em um furacão depois de atingir o Oceano Atlântico no final de 29 de outubro. Movendo-se para as Bahamas, a tempestade tornou-se um furacaão categoria 2 em 30 de outubro. Naquela época, atingiu a ilha de Grand Bahama. Após atingir o pico com ventos de 180 km/h (110 mph), o sistema acelerou para norte-noroeste e atingiu a costa perto de Myrtle Beach, Carolina do Sul, em 31 de outubro. Ele enfraqueceu rapidamente e se tornou extratropical sobre a Virgínia mais tarde naquele dia.
Na cidade de Black River, na Jamaica, o mar agitado causou danos significativos à indústria marítima e destruiu as plantações. Houve "muitos mortos" na Jamaica, embora o número real de mortes seja desconhecido. Os danos da tempestade em Cuba foram relatados nas províncias de Sancti Spíritus e Santa Clara. Devido à ameaça de transbordamento do rio Zaza, os moradores foram forçados a evacuar. Ventos fortes e inundações destruíram várias casas e danificaram gravemente várias outras. Em Wrightsville Beach, Carolina do Norte, as marés foram relatadas como 2.4 m (8 ft) acima do normal. A água veio do cais em Wilmington e inundou algumas ruas; também houve inundações em New Bern, Morehead City e Beaufort. Um navio a vapor naufragou na costa e 10 navios menores foram levados para terra. Uma fatalidade foi relatada e os danos foram estimados em $ 200.000.

### Tempestade tropical Dez
Um navio observou uma tempestade tropical ao norte do Panamá em 7 de novembro. A tempestade se fortaleceu e se dirigiu para o nordeste através do Mar do Caribe central. Curvou para o norte em 8 de novembro, na época do pico com ventos de 105 km/h (65 mph). Mais tarde naquele dia, a tempestade atingiu a paróquia de Saint Thomas, Jamaica, com a mesma intensidade. A partir daí, o sistema enfraqueceu e atingiu o extremo oeste da província de Santiago de Cuba, Cuba com ventos de 80 km/h (50 mph) em 9 de novembro. Ele continuou a enfraquecer ao cruzar a ilha e emergiu no sudoeste do Oceano Atlântico mais tarde naquele dia. A tempestade fez uma curva para nordeste e passou pelas Bahamas em 10 de novembro. Em seguida, enfraqueceu para uma depressão tropical, várias horas antes de se dissipar cerca de 620 km (385 mi) a sudeste das Bermudas.
A tempestade trouxe ventos fortes e chuvas fortes para a Jamaica e Cuba. Danos significativos foram relatados em Port Antonio, Jamaica, especialmente a propriedade e a agricultura da United Fruit Company. Vários distritos da paróquia de São Thomas ficaram isolados e a cidade de Morant Bay foi "destruída". Em Cuba, a precipitação atingiu um pico de 140 mm (5.7 in) na cidade de Santiago de Cuba. Danos a edifícios e plantações foram relatados na região. Quatro mortes ocorreram quando uma árvore caiu em sua casa de fazenda em Manzanillo, província de Granma.